# شعب غينة (كعيدنة)
شعب غينة هي إحدى قرى عزلة السكابة والحماريين بمديرية كعيدنة التابعة لمحافظة حجة، بلغ تعداد سكانها 311 نسمة حسب تعداد اليمن لعام 2004.